# DPOF

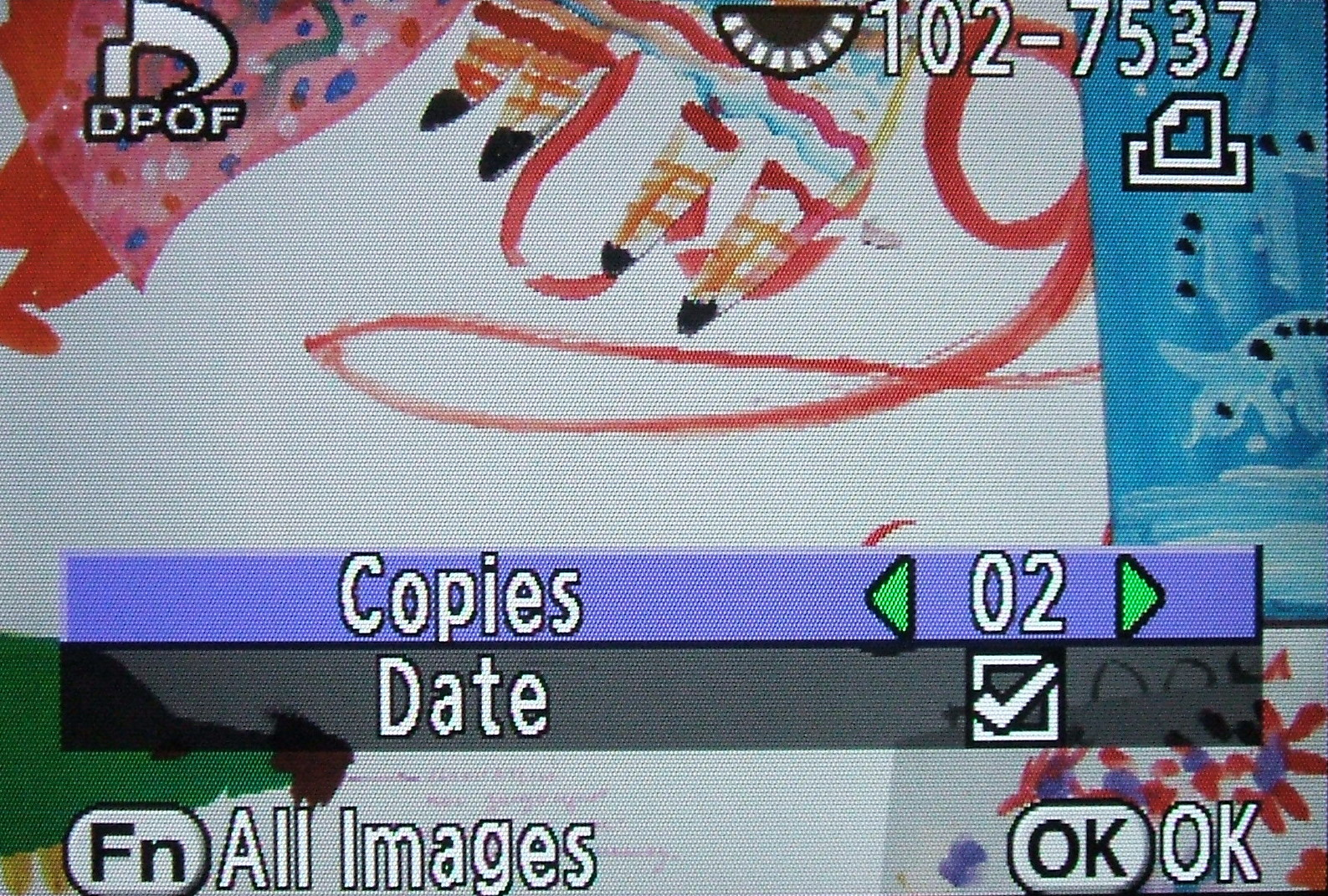
Фрагмент DPOF-меню камеры Pentax K200D для указания числа копий и впечатывания даты

DPOF (Digital Print Order Format) — цифровой формат управления печатью. Это де-факто стандартная технология для управления печатью изображений, а также управления их передачей по сети и факсу непосредственно со сделавшей снимки цифровой камеры. В совокупности со средствами редактирования, реализованными на самой камере, DPOF позволяет исключить персональный компьютер из технологической цепочки.

## Возможности технологии
Текущая (по состоянию на 2010 год) версия DPOF (1.10) позволяет, при печати снимка:
- Задавать количество копий,
- Задавать размеры отпечатка и его ориентацию
- Управлять качеством печати (например, контрастом). Качество задаётся кратко, как профиль, поддерживаемый конечным оборудованием.[1]
- Управлять печатью нескольких снимков на листе, в том числе индекса
- Управлять отображением аннотации и даты

Кроме того, DPOF позволяет:
- Если изображение передается, задавать факс или email
- Управлять параметрами слайд-шоу

## Использование технологии
Сам фотограф, используя специальное меню в камере, указывает служебную информацию для имеющихся в камере изображений. Информация сохраняется в виде текстовых файлов на том же носителе, что и сами изображения. Для хранения файлов DPOF используется особый каталог, имена каталога и файлов зарезервированы стандартом. Это позволяет, впоследствии, извлечь носитель и передать его на совместимый принтер или в фотолабораторию (минилаб), которые воспримут указания по количеству отпечатков, о размерах и т. п. Информация DPOF может быть использована и без извлечения носителя из камеры, например, при печати по PictBridge, что избавляет от необходимости разбирать фотографии непосредственно в момент печати. 
Использование отдельных служебных файлов отличает DPOF от технологии EXIF, хранящей атрибуты в самом файле изображения. По этой причине при копировании изображения настройки DPOF не переносятся.

## Пример содержимого файла DPOF
Приведенный ниже пример соответствует печати изображения в двух экземплярах, с датой, при стандартных настройках качества и формате по умолчанию, как показано на иллюстрации.
```
[HDR]
GEN REV=01.10
GEN CRT="PENTAX K200D"
GEN DTM=2009:10:30:00:04:55
[JOB]
PRT PID=001
PRT TYP=STD
PRT QTY=002
IMG FMT=EXIF2 -J
<IMG SRC="../DCIM/102_2910/IMGP7537.JPG">
CFG DSC="01/01/2008" -ATR DTM
```

## Возникновение и распространение
Технология DPOF была изначально разработана совместными усилиями компаний Kodak, Fuji Photo Film Co., Ltd., Matsushita Electric Industrial Co., Ltd.и Canon Inc в 1998 году. Спецификация обновлена до версии 1.10 17 июля 2000 года, наиболее существенное изменение — возможность печати индекса. Будучи разработана относительно давно, технология весьма распространена в цифровых камерах и поддерживается многими принтерами, однако в России нет её массовой поддержки со стороны фотолабораторий.